# Паротяги Галицької Трансверсальної залізниці
Паровози Галицької Трансверсальної залізниці закуповувались впродовж 1884—1918 років на паровозобудівних підприємствах Австро-Угорщини та поділялись на дві серії.

## Історія
У Галицькій Трансверсальній залізниці (GT)* паровози отримали для позначення порядкові номери. У Ц.к. австрійській державній залізниці (kkStB)** було прийняте позначення з серії і номера паровоза. Після завершення війни паровози потрапили до залізниць новоутворених держав***, де отримали нові позначення. Подальша доля паровозів, що в час війни опинились на теренах УРСР невідома.

## Паровози Галицької Трансверсальної залізниці
|   |          |                   |                              |                                                    |                 |                                    |
| № | GT*      | Роки експлуатації | Кількість                    | Завод-виробник                                     | kkStB**         | Після 1918***                      |
| 1 | GalTrB   | 1885 — 1926/31    | 12 (№ 1153—1164)             | Wiener Neustädter Lokomotivfabrik                  | kkStB 2.30–41   | PKPOd12 • ČSD254.0008-0011         |
| 2 | GalTrB   | 1884 — 1927       | 12 (№ 1101-1110, 1145,1146)) | Lokomotivfabrik der StEG                           | kkStB 25.01-12  | PKP, 5 УРСР                        |
| 3 | GalTrB   | 1884/85 — до 1924 | 40 (№ 1111-1148, 1151, 1152) | Wiener Neustädter Lokomotivfabrik • Borsig. Берлін | kkStB 54.01–40  | PKP; 54.14 — BBÖ (Австрія) до 1931 |
| 4 | KkStB 73 | 1885 — 1956/67    | 13 (№ 23-35)                 | Wiener Neustädter Lokomotivfabrik                  | kkStB 73.23-.35 | ČSD, ÖBB                           |
| 5 | GalTrB   | 1884-1939/53      | 2 (№ 1149, 1150)             | Wiener Neustädter Lokomotivfabrik                  | 97.07, 97.08    | ÖBB, ČSD                           |
| 6 |          |                   |                              |                                                    |                 |                                    |